# Vlierweg
Het Vlierweg is een straat in de Nederlandse plaats Houten. De straat loopt vanaf de Loerikseweg en tot aan het Stationserf.
Er bevinden zich enkele monumentale huizen alsook enkele winkels aan de Vlierweg plus de begraafplaats van de Rooms-katholieke Onze Lieve Vrouwe ten Hemelopneming-kerk.
Op de Vlierweg komen verder de Kostersgang, Prins Clausstraat, Dorpsstraat, Prins Willem de Zwijgerlaan, Prinses Ireneweg en de Herbergierserf opuit.

## Fotogalerij

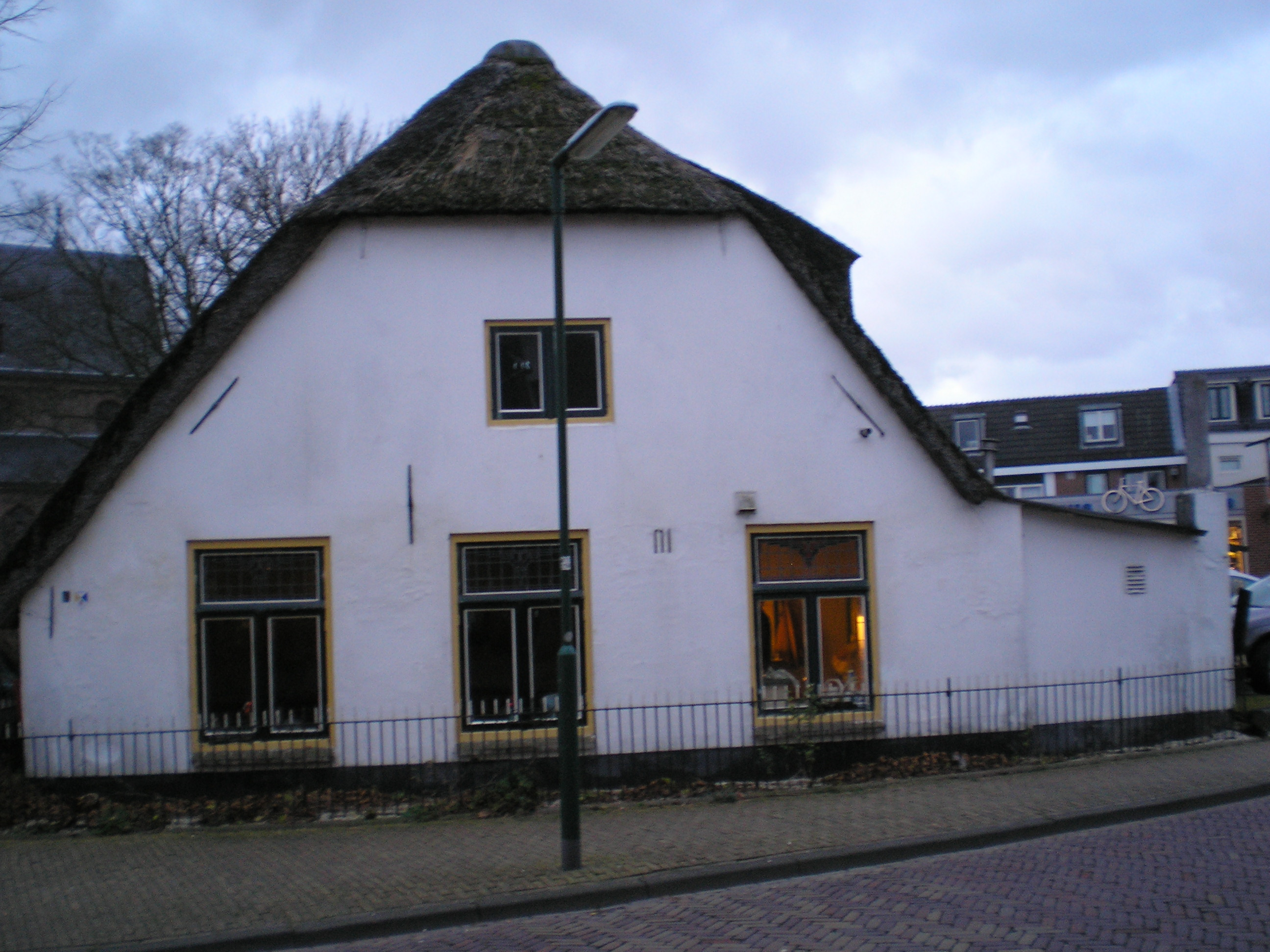
Vlierweg 3 te Houten (monument)
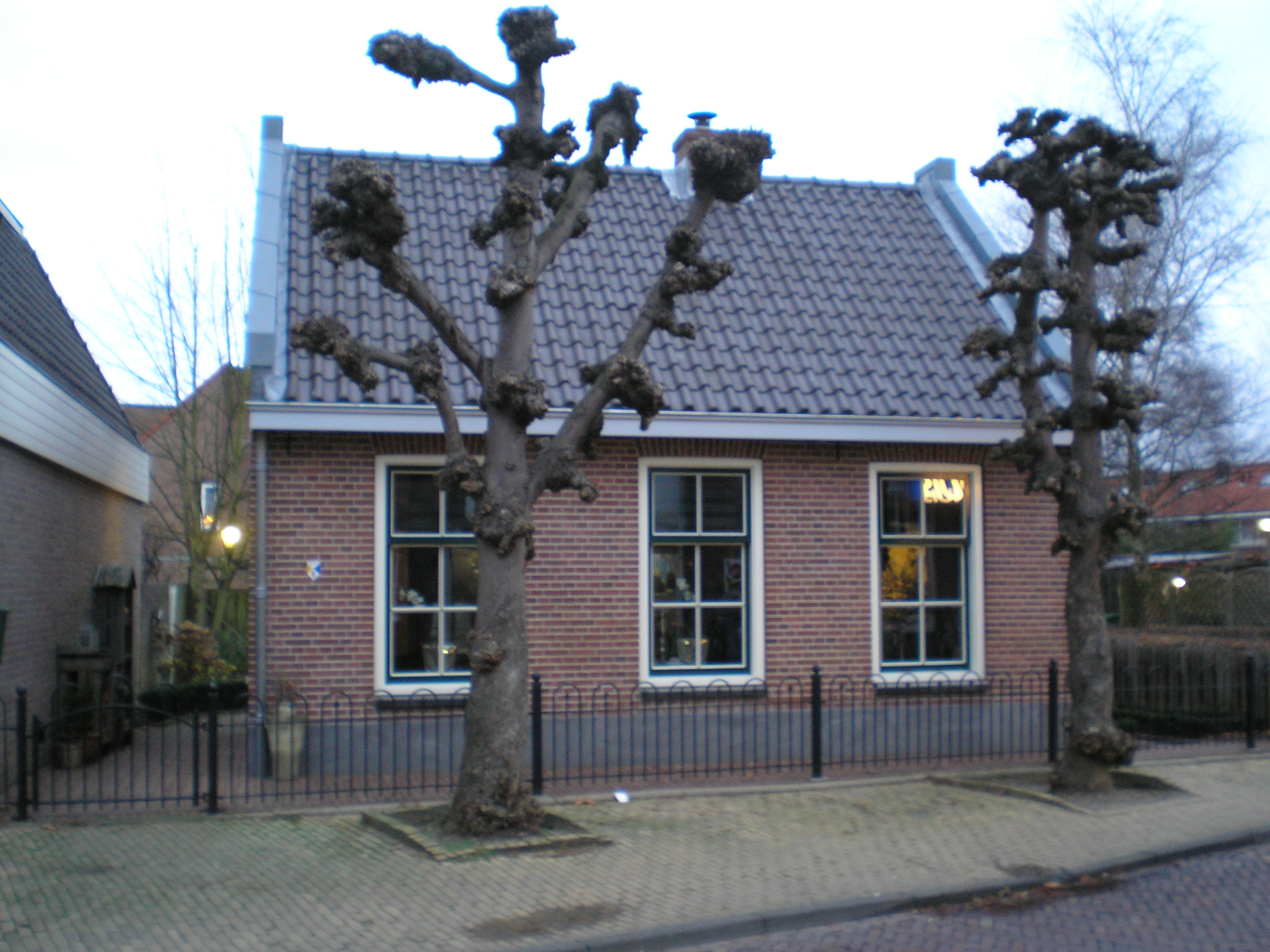
Vlierweg 4 (monument)
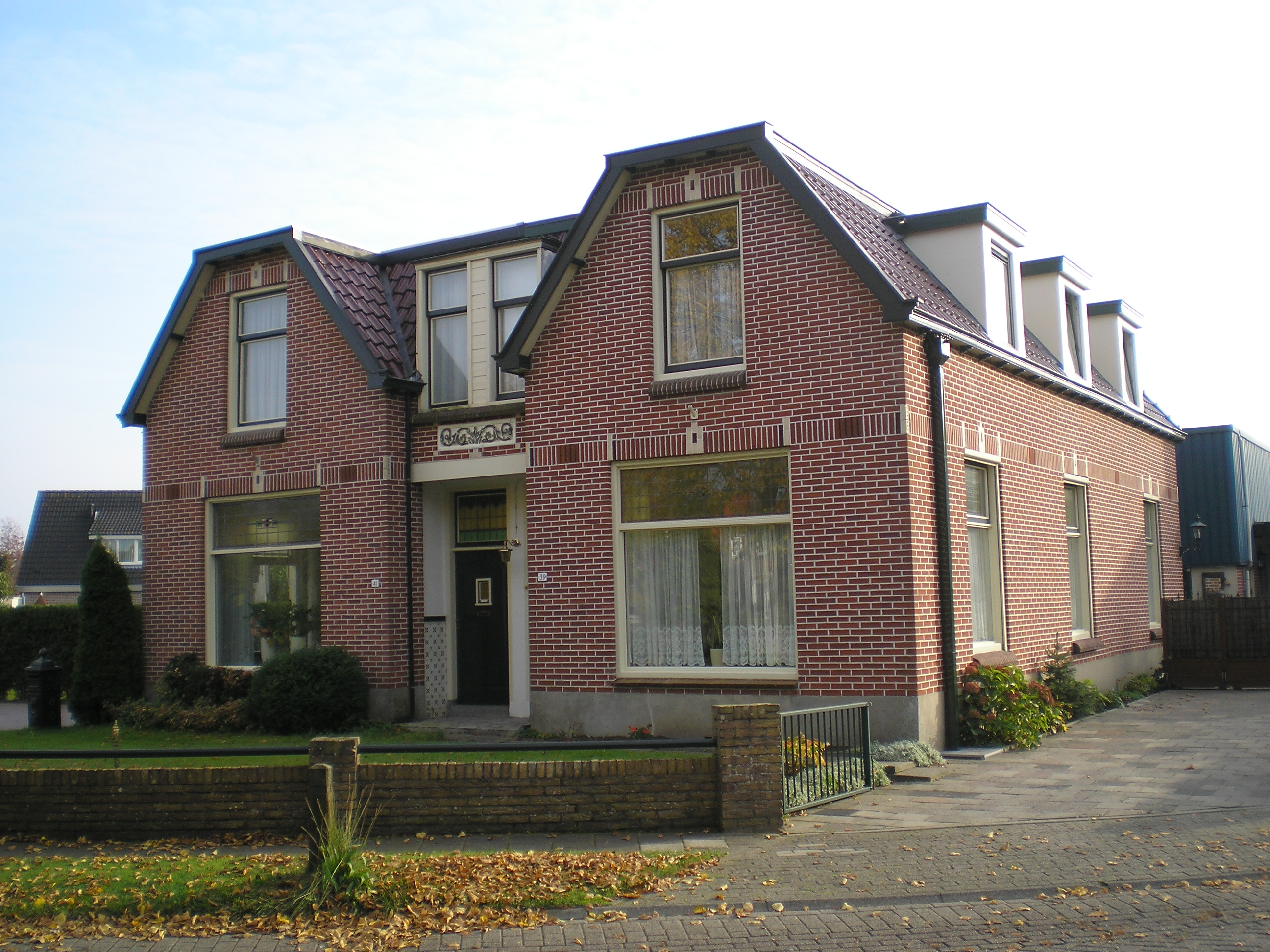
Vlierweg 39-41
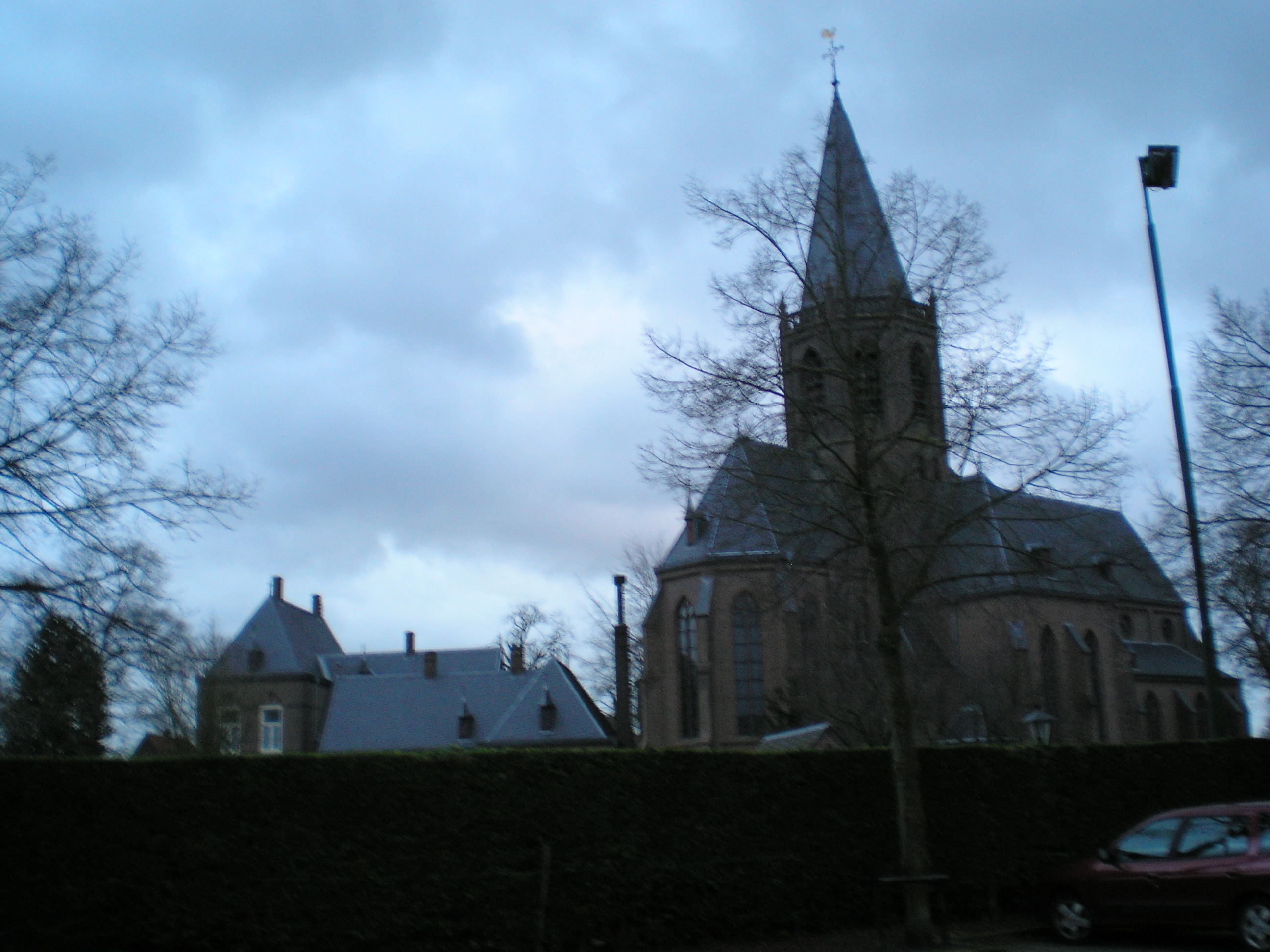
Begraafplaats RK (Onze Lieve Vrouwe ten Hemelopneming)
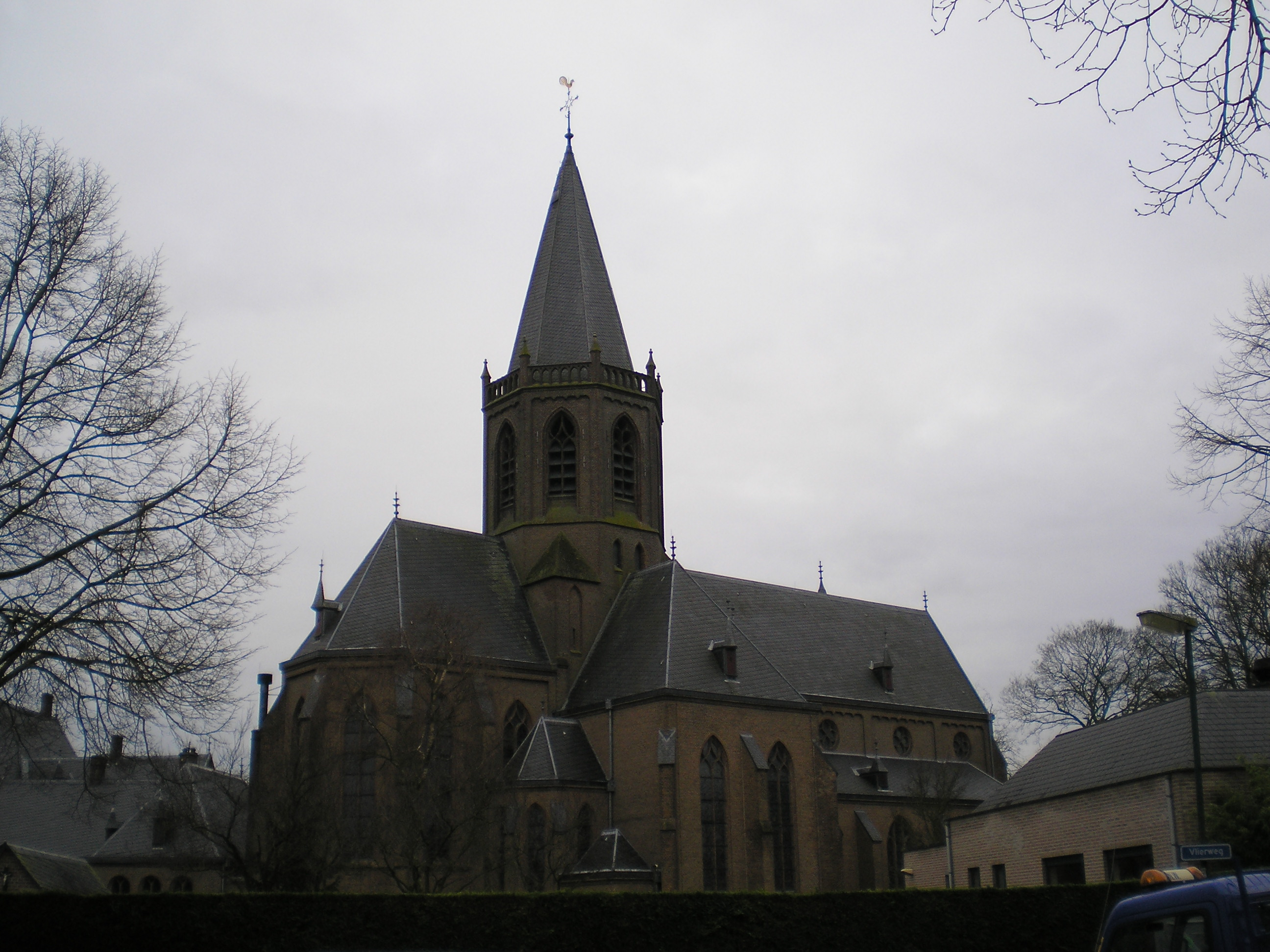
Begraafplaats RK (Onze Lieve Vrouwe ten Hemelopneming) en rechts uitvaartcentrum Monuta aan de Vlierweg
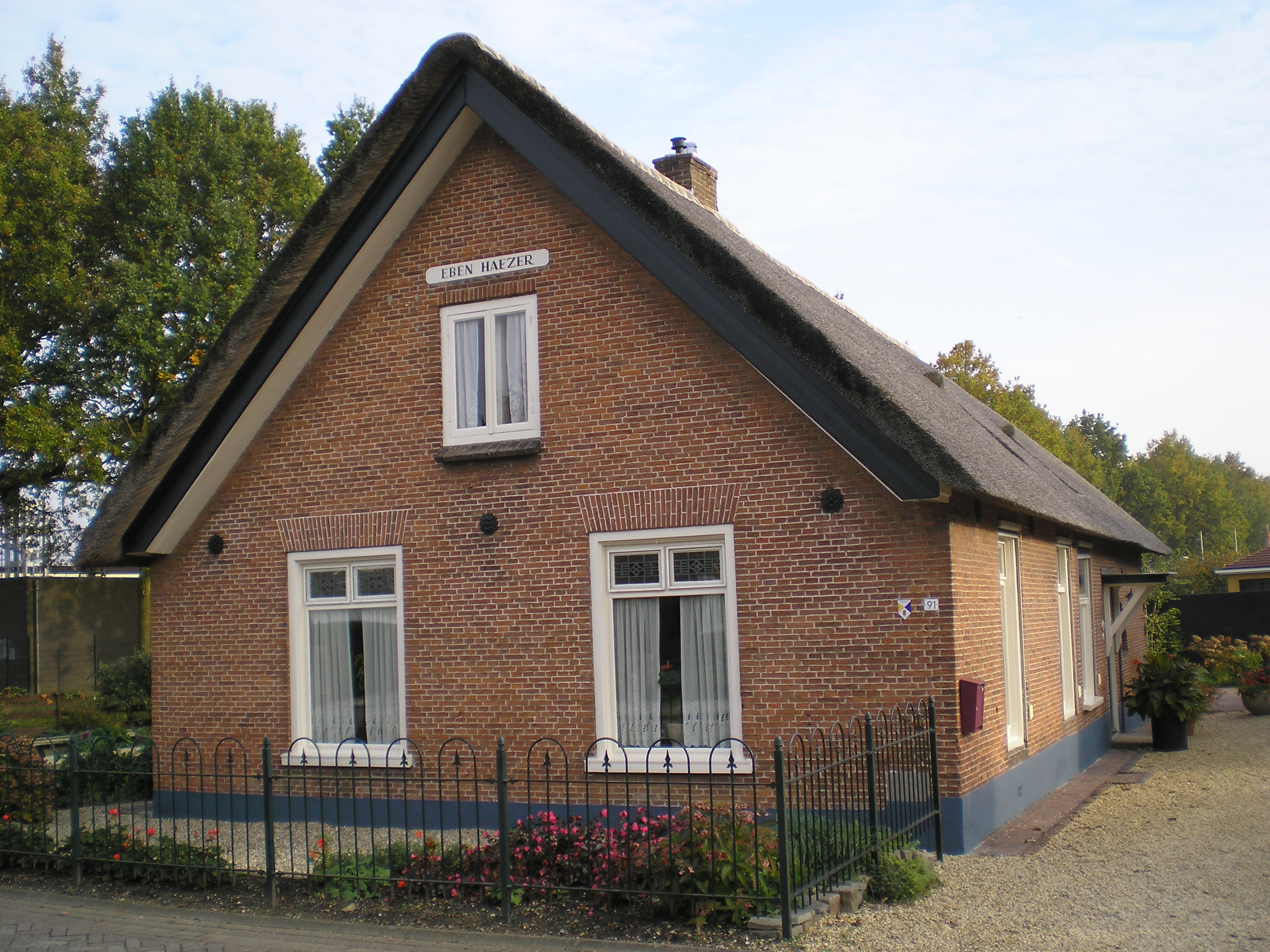
Vlierweg 91 (Eben Haezer)(monument)

Beusichemseweg ·
Burgemeester Wallerweg ·
De Poort ·
Heemsteedseweg ·
Herenweg ·
Houtensewetering ·
Koningin Julianastraat ·
Loerikseweg ·
Lupine-oord ·
Notengaarde ·
Oud Wulfseweg ·
Plein ·
Prins Bernhardweg ·
Staatsspoor ·
Stationserf ·
Tiellandtspad ·
Vlierweg ·
Weteringhout